# Friedrich Deys

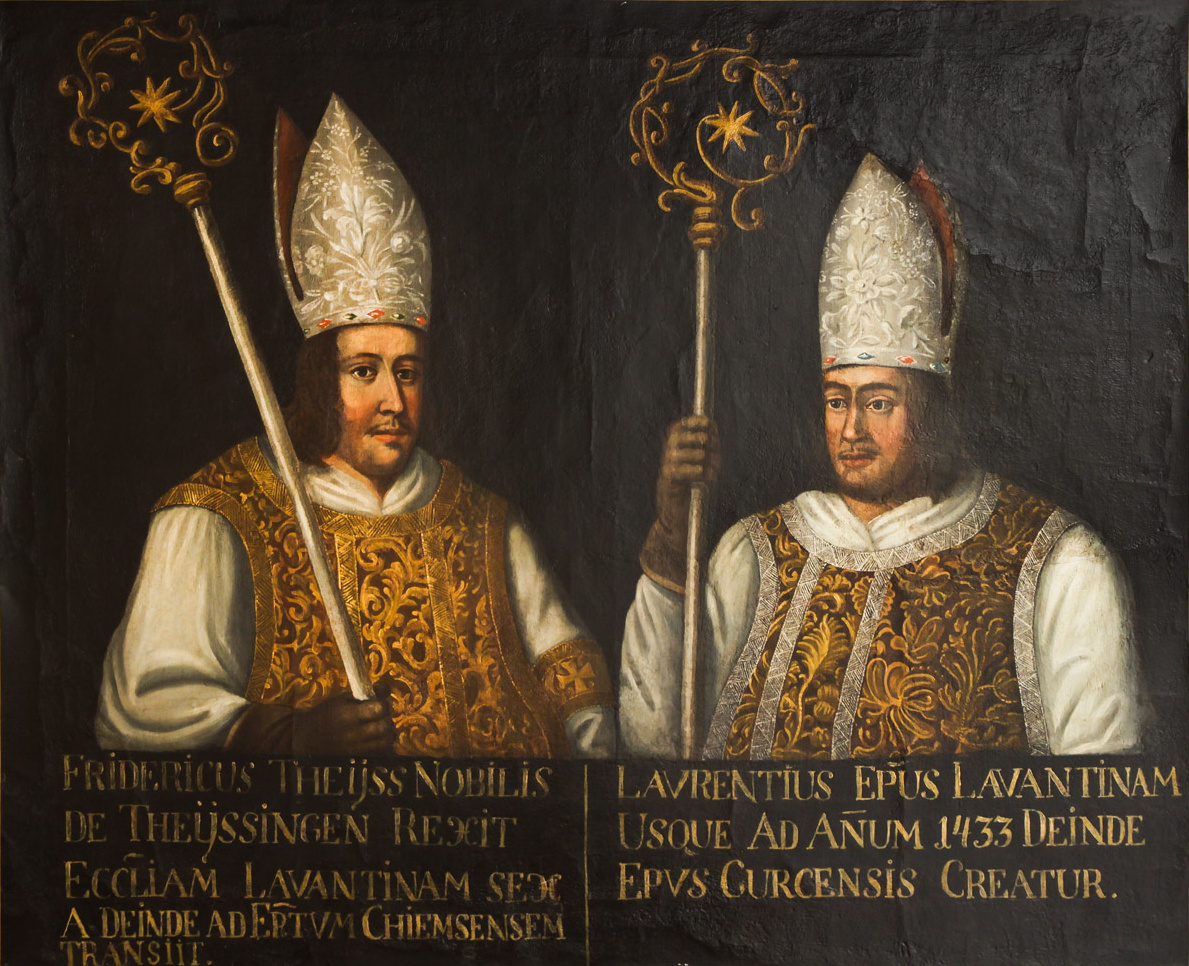
Friedrich Deys und Lorenz von Lichtenberg

Friedrich Deys (auch Friedrich Theis von Thesingen; * um 1365 in Wünnenberg; † 7. Mai 1429) war 1422–1424 Bischof von Lavant und 1424–1429 als Friedrich III. Bischof von Chiemsee.

## Leben
Friedrich Deys studierte Rechtswissenschaften in Prag, wo er in Kirchenrecht vermutlich auch promovierte. Als Dr. iur. can. ist er erstmals für das Jahr 1408 belegt. Er galt als hervorragender Jurist und wirkte einige Zeit an der römischen Kurie als Schreiber eines Auditors, Päpstlicher Kaplan und Richter. Nachdem Papst Bonifaz IX. die 1403 erfolgte Wahl des Salzburger Erzbischofs Eberhard III. von Neuhaus rückgängig machte und auf Wunsch des bayerischen Herzogs Wilhelm den Freisinger Bischof Berthold von Wehingen berief, nahm 1406 Friedrich beim Papst Innozenz VII. entscheidenden Einfluss auf die Wiedereinsetzung Eberhards von Neuhaus. Dieser übertrug Friedrich verschiedene Aufgaben in der Salzburger Kirchenprovinz, u. a. die Ausarbeitung der Statuten für den Klerus und deren Publikation. Für das Jahr 1408 ist Friedrich sowohl als Domdekan von Paderborn als auch als Offizial und Generalvikar des Salzburger Erzbischofs belegt. In dieser Funktion führte er einen Streit mit dem Chiemseer Archidiakon und Propst des Augustinerchorherrenstifts Herrenchiemsee. Unter Androhung der Exkommunikation verbot er dem Propst, in Ehesachen Recht zu sprechen. Der Streit wurde zugunsten des Archidiakons entschieden, der sich auf das Gewohnheitsrecht bezog.
1409 war Friedrich Auditor der Rota auf dem Konzil von Pisa, an dem er auch als Vertreter des Erzbischofs Eberhard von Neuhaus und des Chiemseer Bischofs Engelmar Chrel teilnahm. 1410 Auditor des Papstes Alexander V., danach Johannes XXIII. und 1414 bis 1417 Kurialbeamter und Auditor des Konstanzer Konzils. Dort ist er für das Jahr 1418 auch als Auditor des Papstes Martin V. belegt. 
Friedrich verfügte über zahlreiche Pfründen. In Augsburg war er Kanoniker und Domkustos, in Hamburg war er Domscholastiker und verfügte unter anderem über die Pfründe der dortigen Pfarrei Altenmarkt. Nachdem er in Rom um Kanonikate in Lüttich und Brixen prozessiert hatte, gelang es ihm 1422 nicht, diese in Besitz zu nehmen.
Nach dem Tod des Lavanter Bischofs Wolfhard von Ehrenfels ernannte im Frühjahr 1422 der Erzbischof Eberhard von Neuhaus Friedrich Deys zu dessen Nachfolger. Da Lavant ein Eigenbistum von Salzburg war, wurde Friedrich zugleich Salzburger Archidiakon für Unterkärnten. Aus seiner Lavanter Amtszeit ist bekannt, dass er im Auftrag des Erzbischofs eine Untersuchung im Benediktinerinnenkloster St. Georg am Längsee leitete und nachfolgend die Äbtissin absetzte. 1423 verfasste er einen Spendenaufruf für das Augustinerchorfrauenstift Friesach.
Nach dem Tod des Chiemseer Bischofs Engelmar Chrel 1422 kam es zunächst zu einer Sedisvakanz, die in der zögerlichen Haltung des Erzbischofs begründet war. Deshalb übertrug Papst Martin V. das Bistum Chiemsee 1423 an den ernannten Bischof von Trient Heinrich Fleckel als Kommende. Da sich der Erzbischof für Heinrich Fleckel nicht entscheiden mochte, transferierte er 1424 Friedrich Deys auf den seit zwei Jahren vakanten Bischofsstuhl von Chiemsee. Die Translation wurde vom Papst am 18. Januar 1424 genehmigt, und Friedrich nahm das Bistum Chiemsee vermutlich im April des Jahres in Besitz. Während seiner fünfjährigen Amtszeit wandte er sich mehrmals an die Kurie mit der Bitte um Erhöhung seiner Einkünfte. Zudem bemühte er sich ohne Erfolg um die nie vollzogene Inkorporierung der Pfarrei Seekirchen in das Bistum Chiemsee. Mit ihr sollte 1217, kurz nach der Bistumsgründung, die Dotation des Chiemseer Bischofs verbessert und der Bischof für die mit seinem Aufenthalt in Salzburg zusammenhängenden Kosten entschädigt werden. Erfolg hatte Friedrich jedoch mit seinem Bemühen um die Erstattung der Prozesskosten, die ihm 1421/22 im Zusammenhang mit dem Kanonikat in Lüttich entstanden waren.
Im Auftrag des Papstes Martin V. bemühte sich Friedrich um eine Lösung des Passauer Bistumsstreits, der zwischen Herzog Albrecht V. und Bischof Leonhard von Laiming geführt wurde und im Dezember 1428 beigelegt werden konnte. Wie schon sein Amtsvorgänger Engelmar Chrel trat Friedrich dem sogenannten Igelbund bei. Im selben Jahr verstarb er. Sein Bestattungsort ist nicht bekannt.